# Sultanat de Qasm
Le sultanat de Qasm est un des nombreux sultanats du Yémen qui ont accepté la forme de réunification proposée par les Britanniques, nommé le protectorat d'Aden, au début du XXe siècle.